# エルフ (ミュージカル)
『エルフ』（英: elf）は、2003年の映画『エルフ 〜サンタの国からやってきた〜』を基にしたミュージカル。マシュー・スクラーが作曲、チャド・ベゲリンが作詞を担当。ボブ・マーティンとトーマス・ミーハンが映画版を基に脚本を執筆。2010年から2011年および2012年から2013年のクリスマスシーズンにブロードウェイにて、2015年から2016年にウェスト・エンドにて、2012年から少なくとも2017年まで毎年全米で上演されている。

## あらすじ
赤ちゃんのバディ・ホブスはサンタクロースのプレゼントの袋に誤って這って入っていき、北極に連れていかれてしまう。バディが発見されると、サンタとエルフたちはバディをエルフとして育てる決心をする。数年後、バディは自分が人間であると気付き、サンタの勧めで父ウォルター・ホブスを探しにニューヨークに向かう。
ウォルターが「悪い子リスト」に掲載されており、ウォルターの息子のマイケルはサンタクロースの存在を信じていないなどバディは厳しい現実に直面し、実の家族を目覚めさせ、ニューヨーク市民たちにクリスマスの本当の意味を思い出させようとする。

## 映画版との違い
ストーリーはパパ・エルフでなくサンタクロースが語っており、ミュージカル版ではパパ・エルフは登場しない。映画版は30年前の話から始まるが、ミュージカル版は3年前の話から始まるため、バディ役の役者に年齢制限はない。細かい変更点を以下に示す。サンタクロースがプレゼントを配る時、リストではなくiPhoneを使う。バディとジョヴィの子供は女の子ではなく男の子である。デパートはギンベルズでなくメイシーズである。父に保釈してもらう代わりにホブス家に到着する。またマイケルとエミリーのサンタクロースへの不信という脇筋も追加された。さらにミンミンという名のエルフの代わりにチャーリーとなり、シュワンダという名のエルフの女の子も追加された。
映画版における、バディがエンパイア・ステート・ビルディングの郵便室を訪れるシーン、セントラル・パークにてマイケルが雪合戦でクラスメートからいじめられるのを救うシーンは削除された。児童書のベストセラー作家のマイルズ・フィンチ役は登場せず、児童書の出版者であるウォルターの職場の作家たちが、亡くなった著名な作家であるクリス・スミスの未発表原稿を1枚偶然発見する。バディはその重要性を認識せず、シュレッダーにかける。マイルズ・フィンチのシーンの代わりに、激怒したウォルターはバディが自分の息子でなければ良かったと語る。
映画版、ミュージカル版、共にウォルターのキャラクターは大いに異なる。ウォルターは映画版では強欲、仕事中心、家族をかえりみない。ミュージカル版ではドジで忘れっぽく過労気味である。サンタクロースによるとウォルターは「悪い子リスト」に載っており、映画版では強欲で下品なため、一方ミュージカル版ではサンタを信じていないからとされている。会議室において、バディは楽曲「"The Story of Buddy the Elf"」にのせて自分がどのように北極に向かったかを児童書にしようと売り込み、グリーンウェイはそのストーリーを気に入るが、主人公をエルフでなく馬にしようとしたためウォルターは計画を中止にさせ、ウォルターがマイケルとバディを家に連れて帰ろうとすると、グリーンウェイはウォルターを解雇する。

## 使用楽曲
オリジナル・ブロードウェイ・プロダクションで使用された楽曲を以下に示す。
| 第1幕 1. Overture — オーケストラ 2. Christmastown — サンタ、バディ、カンパニー 3. World's Greatest Dad — バディ 4. In the Way — デブ、ウォルター、エミリー、マイケル、カンパニー 5. Sparklejollytwinklejingley — バディ、店長、カンパニー 6. I'll Believe in You — マイケル、エミリー 7. In the Way (reprise) — エミリー、ウォルター 8. Just Like Him — バディ、デブ、カンパニー 9. A Christmas Song — バディ、ジョヴィ、カンパニー 10. I'll Believe in You (reprise) — バディ、カンパニー | 第2幕 1. Entr'acte — オーケストラ 2. Nobody Cares About Santa — フェイク・サンタ、店長、バディ 3. Never Fall in Love — ジョヴィ 4. There Is a Santa Claus — マイケル、エミリー 5. The Story of Buddy the Elf — バディ、マイケル、ウォルター、エミリー、デブ、チャドウィック、マシューズ、グリーンウェイ、カンパニー 6. Nobody Cares About Santa (reprise) — サンタ 7. A Christmas Song (reprise) — ジョヴィ、バディ、エミリー、マイケル、ウォルター、カンパニー 8. Finale — カンパニー |

### 特記事項
- ブロードウェイ再演、ウェスト・エンド公演を含む以降のプロダクションでは「"Christmastown"」の代わりに「"Happy All the Time"」と「"I'll Believe in You (Reprise)" with "World's Greatest Dad (Reprise)"」が使用されている[4][5]。

## 出演者
メジャーなプロダクションの出演者を以下に示す。
| 登場人物                 | オリジナル・ブロードウェイ (2010年)       | ブロードウェイ再演 (2012年) | オリジナル・ウェスト・エンド (2015年)                             | 東京・大阪 (2019年) | 東京 (2020年)      |
| ------------------------ | ----------------------------------------- | --------------------------- | ----------------------------------------------------------------- | ------------------- | ------------------ |
| バディ・ホブス           | セバスチャン・アーセラス                  | ジョーダン・ゲルバー        | ベン・フォースター                                                | 浜中文一            | 岩崎大昇           |
| ジョヴィ                 | エイミー・スパンガー                      | レスリー・クリッツァー      | キンバリー・ウォルシュ                                            | 沙央くらま          | 柏木ひなた         |
| エミリー・ホブス         | ベス・リーヴル                            | ベス・リーヴル              | ジェシカ・マーティン                                              | 一路真輝            | 香寿たつき         |
| ウォルター・ホブス       | マーク・ジャコビー                        | マーク・ジャコビー          | ジョー・マガン                                                    | 吉田メタル          | 別所哲也           |
| サンタクロース           | ジョージ・ウェント                        | ウェイン・ナイト            | マーク・マキラッチャー                                            | ブラザートム        | コング桑田         |
| マイケル・ホブス         | マシュー・ガムリー マシュー・スケッチャー | ミッチェル・シンク          | イアン・ガルコフ ハリー・コレット ノア・キー ユアン・ラザフォード | 松本幸大            | 織山尚大           |
| デビー                   | ヴァリーン・ライト                        | ヴァリーン・ライト          | ジェニー・デイル                                                  | 鳳翔大              | 花乃まりあ         |
| グリーンウェイ           | マイケル・マコーミック                    | アダム・ヘラー              | マーク・マケラッチャー                                            | ブラザートム        | コング桑田         |
| メイシーズのマネージャー | マイケル・マンデル                        | マイケル・マンデル          | グラハム・ラピン                                                  | 東山義久            | エリック・フクサキ |

## プロダクション

### ブロードウェイ(2010年–2011年)
2009年のワークショップの後、2010年のホリデー・シーズン、ブロードウェイにあるアル・ハーシュフェルド・シアターにてケイシー・ニコロウ演出によるの限定公演が行なわれ、11月2日にプレビュー公演が、11月14日に本公演が開幕した。プレビュー公演15回、本公演57回ののち、2011年1月2日に閉幕した。2011年11月1日、ブロードウェイ・キャスト・レコーディングがリリースされた。『ウィキッド』、『ジャージー・ボーイズ』に主演していたセバスチャン・アーセラスの他、ブロードウェイ俳優のエイミー・スパンガー、ベス・リーヴルがオリジナル・キャストとなった
。

### 北米ツアー (2012年–2017年)
2012年のホリデー・シーズンにNETworksにより小規模な北米ツアー公演が行なわれた。2013年よりホリデー・シーズンに同時に2本のツアーが行なわれている。
2017年の北米ツアー公演ではエリク・グラトンがバディ役、サム・スカラモニが演出、コナー・ギャラガーが振付を担当した。ニューヨークではマディソン・スクエア・ガーデン・シアターで上演し、ジョージ・ウェントがサンタクロース役を演じた。『タイムアウト』誌は、同年のニューヨークのクリスマス公演で最高の舞台の1つと語った。

### ブロードウェイ再演(2012年–2013年)
2010年のブロードウェイ公演の成功により、2012年11月9日から2013年1月6日、アル・ハーシュフェルド・シアターで2度目のホリデー公演を行なった。脚本が改訂され、オープニングに新たな「"Happy All the Time"」が演奏された。

### ウェスト・エンド(2015年–2016年)
2014年12月にプリマスにあるシアター・ロイヤルにて、2014年12月から2015年1月までにダブリンにあるボード・ガイス・エナジー・シアターにて上演されたのとほぼ同じ出演者で、2015年10月24日から2016年1月2日の10週、ドミニオン・シアターにて上演された。ベン・フォースターがバディ役、キンバリー・ウォルシュがジョヴィ役を演じた。評価は賛否両論であった。2015年、ドミニオン・シアターが開業した1929年以降、最速のチケット売れ行きであったと報じられた。

### その他の著名なプロダクション
2012年11月30日から12月31日、ワシントン州シアトルにある5番街シアターにて上演された。2012年11月20日から2013年1月6日、ノバスコシア州にあるネプチューン・シアターにてカナダ・プロダクションが上演された。2013年のツアー公演は『エルフ・ザ・ミュージカル』という題名であった。2014年11月26日から2015年1月4日、ペーパーミル・プレイハウスで上演された。
2017年の全英ツアーがベン・フォースターがバディ役で上演され、2018年1月14日にイングランドのサルフォードにあるロウリー・シアターにて閉幕した。2017年12月24日、ロウリー・シアターの舞台収録がチャンネル5で放送された。
2018年12月、アリーナ・ツアー公演がカーディフ・モーターポイント・アリーナ、バーミンガムのリゾーツ・ワールド・アリーナ、モーターポイント・アリーナ・ノッティンガムで行なわれた。2019年12月、リバプールのM&Sバンク・アリーナ、グラスゴーにあるThe SSE Hydro、ウェンブリー・アリーナ、ダブリンの3アリーナで再演された。観客は30フット(9m)のクリスマスツリーに飾りをつけることができ、雪合戦に参加することができる。そりの飛行などスタントや特殊効果が含まれる。巨大なスクリーンにアクションを流し、CGIが追加されている。いずれのプロダクションでもタム・ライアンがバディ役、キム・マーシュがジョヴィ役、ショーン・ウィリアムソンがウォルター役を演じた。総出演者は100名以上におよぶ。
2022年12月、リバプールのM&Sバンク・アリーナ、アバディーンのP&Jライヴ・アリーナ、グラスゴーのOVOハイドロ、バーミンガムのリゾート・ワールド・アリーナ、カーディフのモーターポイント・アリーナ、ノッティンガムのモーターポイント・アリーナなど、ワールド・ビゲスト・パントによるイギリスでのアリーナ・ツアー公演が予定されている。ブラックプールのオペラ・ハウスにあるウィンター・ガーデンズでも上演される。

### ウェスト・エンド再演予定
2022年、ドミニオン・シアターにて再演が予定され、11月14日からプレビュー公演、11月24日から本公演が上演され、2023年1月7日に閉幕する予定である。サイモン・リプキンがバディ役、ジョージナ・キャッスルがジョヴィ役に配役された。

### 日本キャスト版
2019年12月に東京・品川プリンスホテル ステラボール、大阪・森ノ宮ピロティホールにて児玉明子の演出で初演され、浜中文一がバディ役、松本幸大がマイケル役のW主演を務め、ジョヴィ役には沙央くらまがキャスティングされた
。翌2020年11月には三木章雄の演出による新演出・キャストにて新国立劇場 中劇場で公演が行われ、岩崎大昇がバディ役、柏木ひなたがジョヴィ役を務めた
。

## テレビ化
2014年12月16日、NBCはストップモーション・アニメーションの『Elf: Buddy's Musical Christmas』を放送した。ジム・パーソンズがバディ役、マーク・ハミルがウォルター役、エドワード・アズナーが映画版で演じたサンタ役、ガーファンケル&オーツのケイト・ミクシーがジョヴィ役、レイチェル・マクファレンがエミリー役、マックス・チャールズがマイケル役、ギルバート・ゴットフリードがグリーンウェイ役、ジェイ・レノがフェイク・サンタのリーダー役の声を務めた。脚本は舞台版のボブ・マーティンおよびトーマス・ミーハンの他、アンドリュー・ホヴァス、マイケル・ジェレニクが執筆した。ミュージカル版の作曲家のクリストファー・ガーディノとマシュー・スクラー、作詞家チャド・ベグリンも参加した。新曲「"Freezy the Snowman"」が追加された。

## 反響

### 興行収入
オリジナル・プロダクションは1週間で100万ドルを上げ、ハーシュフェルド・シアターの興行収入の記録を3度更新した。2010年の感謝祭において、『ウィキッド』、『ライオン・キング』に継ぐ3番目の興行収入となった。

## 受賞歴
| 年   | 賞                       | 部門                           | 結果       |
| ---- | ------------------------ | ------------------------------ | ---------- |
| 2011 | ドラマ・リーグ・アワード | ミュージカル・プロダクション賞 | ノミネート |